# Ron W. Miller
Ron W. Miller (Los Ángeles, 17 de abril de 1933-condado de Napa, 9 de febrero de 2019) fue un empresario estadounidense y jugador profesional de fútbol americano y yerno de Walt Disney. Fue presidente y director ejecutivo de The Walt Disney Company desde 1978 hasta 1984 y fue presidente de la junta directiva del museo familiar de Walt Disney.

## Biografía
Miller era un joven estudiante de la Universidad del Sur de California cuando conoció a la que sería su esposa, Diane Disney Miller (1933-2013), en una cita a ciegas. Después de un año de noviazgo, la pareja recibió la aprobación del padre de Diane, el productor Walt Disney, para casarse en Santa Bárbara en mayo de 1954. El matrimonio permaneció unido hasta la muerte de Diane en 2013 y juntos tuvieron siete hijos.
En su etapa universitaria, Miller destacó por jugar en el equipo de fútbol americano de los Southern California Trojans entre 1951 y 1953, pero no llegó a graduarse. Tras cumplir el servicio militar en el ejército de los Estados Unidos, firmó en 1956 un contrato profesional como tight end de Los Angeles Rams en la National Football League. Al término de esa temporada, y preocupado por el hecho de que pudiese sufrir una grave lesión, Walt Disney ofreció a su yerno un empleo en la Walt Disney Productions.
Por recomendación de Walt, Ron pudo ingresar en el Sindicato de Directores de Estados Unidos. Su primer trabajo fue como segundo asistente de dirección en Old Yeller (1957), y de ahí pasó a asumir labores de producción en formatos y series para televisión. Desde entonces, ejerció como coproductor en las películas familiares Son of Flubber (1963), Summer Magic (1963) y That Darn Cat! (1965), y productor principal en Never a Dull Moment (1968). En 1971 ganó un Premio Emmy por el programa de televisión The Wonderful World of Disney (NBC), aunque es más recordado por haber sido productor ejecutivo en los largometrajes The Rescuers (1977), Pete's Dragon (1977), The Fox and the Hound (1981) y Tron (1982).
Miller se convirtió en el presidente de Walt Disney Productions en 1978 y en el director ejecutivo en 1983. Bajo su mandato se estableció la productora Touchstone Pictures, especializada en cine para adultos, mientras que la marca Disney seguiría asociada al cine familiar. Además se crearon empresas para distribución de VHS (Walt Disney Home Video), el canal de televisión por cable Disney Channel, y nuevos parques de atracciones como Epcot (1982) y Tokyo Disneyland (1983), el primero fuera de los Estados Unidos. A comienzos de la década de 1980, el 70 % de los ingresos de grupo procedía de los parques temáticos.
Sin embargo, el periodo Miller coincidió con una etapa de baja recaudación en los largometrajes y una de las mayores crisis internas de la compañía: a comienzos de 1984, el especulador financiero Saul Steinberg hizo una opa hostil que derivó en una pugna financiera entre ambas partes, con la consiguiente pérdida de valor en bolsa. Por esta razón, Roy E. Disney y otros miembros del consejo de administración forzaron el cese de Miller y su reemplazo en septiembre de 1984 por ejecutivos sin vinculación con la familia Disney: Frank Wells (presidente), Michael Eisner (CEO) y Jeffrey Katzenberg (Walt Disney Studios).
Tras su salida de Walt Disney Corporation, Miller gestionó junto con su mujer una bodega en Valle de Napa (California) y el museo familiar Walt Disney en San Francisco. Falleció el 9 de febrero de 2019, a los 85 años.